# Azanja
Azanja (serbocroata cirílico: Азања) es un pueblo de Serbia perteneciente al municipio de Smederevska Palanka en el distrito de Podunavlje del centro del país.
En 2011 tenía 4014 habitantes. Casi todos los habitantes son étnicamente serbios.
El pueblo sigue el modelo urbanístico típico de la región histórica de Šumadija, con un bazar en el centro del que parte una estructura radial que se mezcla con el campo. Se reconoce como pueblo desde las primeras décadas del siglo XIX. Debido a su proximidad a la capital nacional Belgrado y su estructura urbanística rústica, el pueblo creció notablemente y llegó a ser conocido como “el pueblo más grande de Yugoslavia”, con doce mil habitantes a mediados del siglo XX. Debido a su estructura dispersa, el gobierno yugoslavo no le pudo dar el título de villa: en la década de 1950 se decidió considerar a Vlaški Do y Grčac, hasta entonces áreas periféricas de Azanja, como pueblos separados.
Se ubica sobre la carretera 352, a medio camino entre Smederevska Palanka y Selevac.